# Biblioteca Pública Skidompha
La biblioteca Pública Skidompha es la biblioteca pública que presta servicios a las localidades de Damariscotta, Newcastle, y Nobleboro, en Maine, Estados Unidos.
El 13 de marzo de 1905, la Asociación de la Bibliotecas de Skidompha fue incorporada y su colección de 1476 libros fue dado a las tres ciudades (Damariscotta, Newcastle y Nobleboro), como el inicio de una biblioteca pública.
"SKIDOMPHA" es un acrónimo formado por las letras de los nombres de todos los miembros fundadores del Club de Skidompha: S, Ellie Stetson K, Judie y Addie Kelsey I, Ida Benner D, la señora James David O, Sra. Osman Plummer M, el Sr. y la Sra. Charles P Feliz, María Pinkham H, William K. Hilton A, Jennie Ames.
Es una de las bibliotecas designadas como «Biblioteca Estrella» por Library Journal.